# Z2
Z2 (рус. «цет-цвай») — усовершенствованная версия программируемого вычислителя Z1, созданного немецким инженером Конрадом Цузе — сотрудником авиастроительной компании Henschel-Werke AG. Машина была закончена в 1939 году. Вероятно, первая в мире электромеханическая вычислительная машина, которая вышла за пределы проектной документации и теоретических расчётов и была запущена в эксплуатацию.

## Ввод в эксплуатацию
Как изобретение военного назначения (в категории контрольно-проверочного оборудования для расчёта аэродинамических характеристик проектируемых военных летательных аппаратов), машина была представлена перед комиссией Авиационного научно-исследовательского института Германа Геринга, и конструктору даже удалось подвести обоснование под бюджетное финансирование его нового проекта, но, как оказалось, ненадолго, так как имперские органы управления военно-промышленным комплексом быстро утратили интерес к разработкам талантливого учёного и, впоследствии, ему пришлось начинать работу почти что заново.

## Техническое описание
В отличие от своего предшественника, в Z2 для ввода данных впервые была использована перфорированная лента, роль которой выполняла 35-мм фотоплёнка. Цузе также сумел добиться увеличения надёжности вычислителя, заменив механические переключатели на телефонные реле.
Вычислители Z1 и Z2 стали первыми шагами Цузе на пути к созданию программируемой вычислительной машины Z3.

## Операционно-технические характеристики
| Частота                                     | 5 Гц                                                             |
| Вычислительный процессор                    | С фиксированным положением запятой, длина машинного слова 16 бит |
| Средняя скорость вычислений                 | 0,8 секунды на одну операцию сложения                            |
| Количество реле в вычислительном процессоре | 600                                                              |
| Память                                      | 64 машинных слова (столько же было в Z1)                         |
| Потребление энергии                         | 1000 Вт                                                          |
| Вес                                         | 300 кг                                                           |

Z2 был прототипом, на котором Цузе отрабатывал технологию реле, и не использовался в практических целях. Следующий компьютер Цузе, Z3, был полностью построен на реле.